# Gwendolyn von Ambesser
Gwendolyn von Ambesser, eigentlich Gwendolyn von Oesterreich, (* 4. Juni 1949 in München) ist eine deutsche Schauspielerin, Regisseurin und Autorin.

## Leben
Die Tochter des Schauspielers, Regisseurs und Autors Axel von Ambesser (eigentlich Axel von Oesterreich) und der Schauspielerin Inge von Oesterreich-Ambesser (geb. Flemming) absolvierte eine Schauspielausbildung bei Hanna Burgwitz sowie Ernst Fritz Fürbringer und debütierte als Bühnenschauspielerin 1967 in Aachen. Es folgten Engagements u. a. in Hamburg, München, Karlsruhe, Bonn, Frankfurt am Main, Bad Hersfeld und für verschiedene Theatertourneen. Darüber hinaus arbeitete sie auch als Regieassistentin an Theatern in Wien, Zürich, München und Berlin.
Seit Ende der 1960er Jahre spielte sie auch Rollen in Film- und Fernsehproduktionen, so in Literaturverfilmungen Eines langen Tages Reise in die Nacht nach Eugene O’Neill, dem zweiten Teil der Fernsehsaga Heimat von Edgar Reitz, unter der Regie ihres Vaters in Begegnung im Herbst, Kindersendungen wie der Sesamstraße, Krimis wie Polizeifunk ruft und Familienserien wie Die schnelle Gerdi (mit Senta Berger) oder Der Landarzt.
Daneben arbeitet Gwendolyn von Ambesser auch als Journalistin und Drehbuchautorin. 1983 erhielt sie für diese Tätigkeit den Förderpreis der Bayerischen Filmförderung (Ein Versuch zu überleben). 1984 schrieb sie zusammen mit Percy Adlon das Drehbuch zu dessen Film Zuckerbaby (mit Marianne Sägebrecht) und ein Jahr später ebenfalls mit Adlon das Drehbuch zu Herschel oder die Musik der Sterne.
Ihr erstes Buch Die Ratten betreten das sinkende Schiff über die absurde Lebens- und Emigrationsgeschichte des jüdischen Schauspielers Leo Reuss (1891–1946) erschien 2005. Das Vorwort zu dem Buch schrieb der Schauspieler und Autor Mario Adorf.
Das zweite Schaubudenzauber – Geschichte und Geschichten eines legendären Kabaretts über das wichtigste deutsche Nachkriegskabarett Die Schaubude erschien ein Jahr später.
Im April 2011 erschien eine von ihr geschriebene Biographie ihres Vaters unter dem Titel Schauspieler fasst man nicht an! Mit diesem Satz versuchte ihr Großvater, seinen Sohn davon abzubringen, zum Theater zu gehen.
Gegenwärtig ist Gwendolyn von Ambesser hauptsächlich als Regisseurin tätig. Sie ist Oberspielleiterin am Theater Chambinzky in Würzburg.

## Filmografie
- 1968: So war Mama
- 1969: Polizeifunk ruft: Die Schildkröte
- 1969: Percy Stuart: Der Nabob
- 1969: Der Bettenstudent
- 1970: Die Journalistin
- 1971: Nachrichten aus Coolbrook
- 1971: Eines langen Tages Reise in die Nacht
- 1973: Hallo – Hotel Sacher … Portier!
- 1974: Der schwarze Doktor
- 1974: O Henry
- 1975: Ein herrlicher Tag
- 1977: Begegnung im Herbst
- 1980: O du fröhliche...
- 1981: Ein Künstlerleben
- 1982: Die unsterblichen Methoden des Inspektor Wanninger: "Das Tiskow-Fieber"
- 1982: Die unsterblichen Methoden des Inspektor Wanninger: "Der große Preis von Feldafing"
- 1982: Süchtig
- 1984: Napoleon der König der Köche
- 1988: Die schnelle Gerdi
- 1989: Knastmusik
- 1992: Die zweite Heimat – Chronik einer Jugend
- 1996: Der Landarzt
- 2005: Schrifttypen – Autoren und ihre Bücher
- 2010: Legenden: Gert Fröbe

## Publikationen
- "Schauspieler fasst man nicht an! Eine Axel von Ambesser Biographie." Verlag Edition AV, Lich/Hessen 2011, ISBN 978-3-86841-045-7
- Schaubudenzauber – Geschichte und Geschichten eines legendären Kabaretts. Verlag Edition AV, Lich/Hessen 2006, ISBN 3-936049-68-8
- Die Ratten betreten das sinkende Schiff – Das absurde Leben des Leo Reuss.  Verlag Edition AV, Lich/Hessen 2005, ISBN 3-936049-47-5.